# Есетрови
Есетровите (Acipenseridae) са семейство костни риби. Характерно за тях е, че по-голямата част на скелета е хрущялен. По дължината на тялото са разположени пет реда костни плочки – 1 гръбен, 2 странични и 2 коремни. В България (в Дунав и Черно море) се срещат 7 вида. По-често срещани са моруната, руската есетра, чигата.
Повечето видове са преходни – преминават от солени в сладки води и обратно. Изключение е чигата, която прекарва целия си живот в реки.
Есетрите са най-застрашените риби в световен мащаб, с малко останали естествени местообитания. В последните години броят на диви есетри драстично намалява вследствие на свръхулов, незаконна търговия с хайвер, силни изменения на естествения вид на реката и замърсяване на водата.

## Класификация
Семейство Есетрови
- Подсемейтсво Acipenserinae
  - Род Есетри (Acipenser) Linnaeus, 1758
    - Вид Acipenser baerii J. F. Brandt, 1869
      - Подвид Acipenser baerii baerii J. F. Brandt, 1869
      - Подвид Acipenser baerii baicalensis Nikolskii, 1896

    - Вид Acipenser brevirostrum Lesueur, 1818
    - Вид Acipenser dabryanus A.H.A. Duméril, 1869
    - Вид Acipenser fulvescens Rafinesque
    - Вид Руска есетра (Acipenser gueldenstaedtii) J. F. Brandt & Ratzeburg, 1833
    - Вид Acipenser medirostris Ayres, 1854
    - Вид Acipenser mikadoi Hilgendorf, 1892
    - Вид Acipenser naccarii Bonaparte, 1836
    - Вид Шип (Acipenser nudiventris) Aleksey Leontievitch Lovetsky, 1828
    - Вид Acipenser oxyrinchus Mitchill, 1815
      - Подвид Acipenser oxyrinchus desotoi Vadim Dimitrievitch Vladykov, 1955
      - Подвид Acipenser oxyrinchus oxyrinchus Mitchill, 1815

    - Вид Acipenser persicus Nikolai Andreyevich Borodin, 1897
    - Вид Чига (Acipenser ruthenus) Linnaeus, 1758
    - Вид Acipenser schrenckii J. F. Brandt, 1869
    - Вид Acipenser sinensis J.E. Gray, 1835
    - Вид Пъструга (Acipenser stellatus) Pallas, 1771
    - Вид Немска есетра (Acipenser sturio) Linnaeus, 1758
    - Вид Acipenser transmontanus J. Richardson, 1836

  - Род Моруни (Huso) J. F. Brandt & Ratzeburg, 1833
    - Вид Huso dauricus (Georgi, 1775)
    - Вид Моруна (Huso huso) (Linnaeus, 1758)
- Подсемейтсво Scaphirhynchinae
  - Род Scaphirhynchus Heckel, 1835
    - Вид Scaphirhynchus albus (Forbes & Robert Earl Richardson, 1905)
    - Вид Scaphirhynchus platorynchus (Rafinesque, 1820)
    - Вид Scaphirhynchus suttkusi James D. Williams & Glenn H. Clemmer, 1991

  - Род Pseudoscaphirhynchus Nikolskii, 1900
    - Вид Pseudoscaphirhynchus fedtschenkoi (Kessler, 1872)
    - Вид Pseudoscaphirhynchus hermanni (Kessler, 1877)
    - Вид Pseudoscaphirhynchus kaufmanni (Kessler, 1877)